# 김정부
김정부(金政夫, 1942년 2월 14일~)는 대한민국의 정치인이다. 제16·17대 국회의원을 지냈다.

## 학력
- 고려대학교 법학과

## 주요 경력
- 제13회 행정고시 합격
- 국세청 재산세국 부이사관
- 국세청 재산세국 이사관
- 국세청 재산세국 국장
- 중부지방국세청 청장
- 서안주정주식회사 사장
- 한양대학교 행정대학원 겸임교수
- 경남대학교 초빙교수
- 2002. 8.~2004. 5. 제16대 국회의원(경남 마산시 합포구, 한나라당, 초선)
- 2004. 5.~2006. 5. 제17대 국회의원(경남 마산시 갑, 한나라당, 재선)
- 대한민국헌정회 각대별국회의원회회장(16대회장)
- 2023년 4월 대한민국헌정회 이사
- 2025년 5월 ~: 제21대 대통령 선거 국민의힘 김문수 대통령 후보 경기 선거대책위원회 상임고문

## 사건·사고
- 2006년 5월 12일 부인(婦人)의 공직선거법 위반에 대한 대법원 판결 확정으로 국회의원직을 상실하였다.

## 역대 선거 결과
|  | 47.79% |

|  | 53.67% |